# Érione à ventre cuivré
Eriocnemis cupreoventris
Espèce
Statut de conservation UICN

 NT  : Quasi menacé
Statut CITES
L'Érione à ventre cuivré (Eriocnemis cupreoventris) est une espèce de colibris de la sous-famille des Lesbiinae et de la tribu des Heliantheini.

## Distribution
L'Érione à ventre cuivré est présente en Colombie et au Venezuela.

Carte de répartition de l'espèce

## Référence
(en) « Neotropical Birds Online », Cornell Lab of Ornithology, 30 septembre 2011